# Великое разочарование
Великим разочарованием для сторонников движения миллеритов стало то, что произошло после того, как баптистский проповедник Уильям Миллер объявил о возвращении Иисуса Христа на землю в 1844 году. Он назвал это событие Вторым пришествием. В ходе Второго великого пробуждения Миллер изучал пророчество Даниила 8 и пришёл к выводу, что «очищение святилища», о котором говорил Даниил, было очищением мира от греха, и что Христос должен был прийти. Миллер и его последователи подготовились к этому событию. Однако, когда к 22 октября 1844 года Иисус не появился, Миллер и его сторонники были крайне разочарованы.
Эти события стали отправной точкой для адвентистов, которые создали Церковь адвентистов седьмого дня. Они считали, что произошедшее 22 октября было не возвращением Иисуса, как полагал Миллер, а началом его последнего искупительного служения. Это служение включало очищение небесного святилища, что предшествовало Второму пришествию.

## Апокалиптические заявления Миллера
Между 1831 и 1844 годами Уильям Миллер, фермер из Нью-Йорка и баптистский проповедник, изучал Библию, особенно пророчество Даниила 8:14: «На две тысячи триста вечеров и утр; и тогда святилище очистится». Он предсказал возвращение Иисуса Христа на Землю и активно проповедовал эту идею. Его учения легли в основу теологии адвентизма седьмого дня. Четыре темы были особенно важны для Миллера:
1. Использование Миллером Библии;
2. его эсхатология;
3. его точка зрения на послания первого и второго ангелов из Откровения 14;
4. семимесячное движение, завершившееся «Великим разочарованием»[5].

### Использование Библии Миллером
Подход Миллера отличался тщательностью и методичностью, он был интенсивным и всесторонним. Его ключевой принцип толкования Библии заключался в том, что «всё Писание необходимо» и ни одна часть не должна остаться без внимания. Чтобы понять доктрину, говорил Миллер, нужно «собрать все писания по интересующему вас вопросу; затем пусть каждое слово оказывает своё должное влияние, и если вы можете сформулировать свою теорию без противоречий, вы не будете ошибаться». Он считал, что Библия должна объяснять саму себя. Сравнивая одно место Писания с другим, человек может раскрыть его смысл. Таким образом, Библия становилась авторитетом для человека, тогда как обращение к чужим вероисповеданиям или их текстам делало внешний авторитет центральным, а не учение самой Библии. Рекомендации Миллера по толкованию библейских пророчеств основывались на тех же принципах, что и его общие правила. Библия, по его мнению и мнению его последователей, являлась высшим авторитетом во всех вопросах веры и учения.

### Второе пришествие
Миллериты верили, что Иисус вернется на землю. Это было их главной идеей. Французская революция стала одним из факторов, которые заставили многих исследователей Библии по всему миру углубиться в пророчества Даниила. Они использовали исторический метод толкования. Они опасались, что события могут указывать на скорое пришествие Христа. Исследователи пришли к выводу, что пророчество о 1260 «днях» в Даниила 7:25 закончилось в 1798 году. Это начало эпохи «времени конца». Затем они проанализировали пророчество о 2300 «днях» в Даниила 8:14.

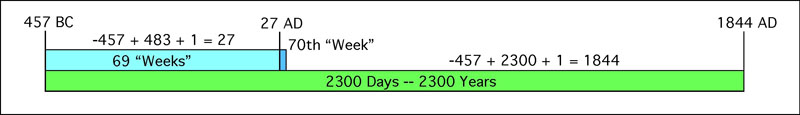
Интерпретация Миллером шкалы пророчества о 2300 днях и её связь с пророчеством о 70 неделях.

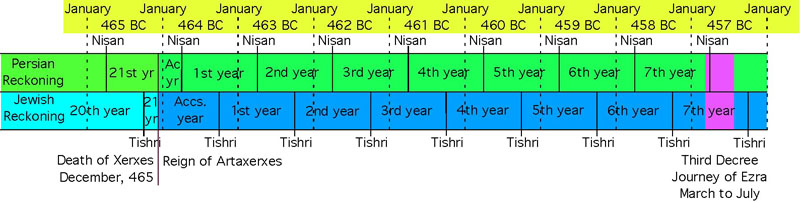
Указ Артаксеркса I Персидского на седьмом году его правления (457 г. до н. э.), как записано в книге Ездры, знаменует начало 70 «недель». Правление королей отсчитывалось от Нового года до Нового года, следующего за «годом восшествия на престол». Персидский новый год начинался в нисане (март-апрель). Еврейский гражданский новый год начался в месяце тишрей (сентябрь-октябрь).

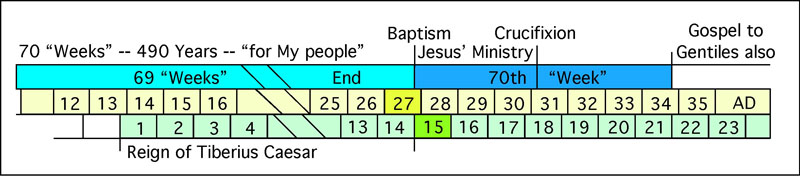
Конец 70 «седьм» включал крещение Иисуса в 27 г. н. э. и его распятие в 31 г. ОБЪЯВЛЕНИЕ.

Миллер выделил три ключевых аспекта этого текста:
1. 2300 символических дней равны 2300 реальным годам, как указано в Иезекииле 4:6 и Числах 14:34.
2. Святилище символизирует землю или церковь.
3. Согласно 2 Петра 3:7, 2300 лет завершатся сожжением земли во время Второго пришествия.

Миллер связал видение о 2300 днях с пророчеством о семидесяти седминах из 9-й главы Книги Даниила, где указана начальная дата. Он решил, что первые 490 лет из 2300 — это 70 седмин (или 490 дней). Эти 490 лет начались с приказа восстановить и обновить Иерусалим. В Библии упомянуты четыре указа, касающиеся Иерусалима после вавилонского пленения:
1. 536 до н.э.: Указ Кира о восстановлении храма.
2. 519 до н.э.: Указ Дария I о завершении строительства храма.
3. 457 до н.э.: Указ Артаксеркса I Персидского.
4. 444 до н.э.: Указ Артаксеркса Неемии о завершении стены в Иерусалиме.

Указ Артаксеркса дал Ездре возможность устанавливать законы, назначать судей и магистратов для восстановленного еврейского государства. Кроме того, он предоставил ему неограниченные средства на восстановление Иерусалима.
Миллер пришел к выводу, что пророчество о 2300 днях (или годах) началось в 457 году до нашей эры. Это означало, что оно должно было завершиться около 1843—1844 годов. Если к 457 году до н. э. прибавить 2300 лет, получится 1843 год. Поэтому Второе пришествие должно было произойти примерно тогда.
Миллер считал, что «очищение святилища» указывает на очищение земли огнем во время Второго пришествия Христа. Он использовал принцип «день-год» и интерпретировал пророческий «день» как календарный год. По его мнению, период в 2300 дней начался в 457 году до н. э., когда Артаксеркс издал указ о восстановлении Иерусалима. Это толкование привело Миллера к убеждению, что Христос вернется «около 1843 года». Он сузил временной промежуток до 5604 года по еврейскому календарю и заявил: «Мои принципы сводятся к тому, что Иисус Христос вернется на землю, очистит, освятит и завоюет её вместе со всеми святыми между 21 марта 1843 года и 21 марта 1844 года». 21 марта 1844 года ничего не произошло, но большинство миллеритов сохранили веру.
После обсуждения и изучения Миллер временно принял новую дату — 18 апреля 1844 года. Она была основана на караимском еврейском календаре, а не на раввинском. Однако и эта дата не принесла возвращения Христа. В выпуске «Advent Herald» от 24 апреля Джошуа Хаймс признал, что все «ожидаемые и объявленные сроки» прошли, и они «ошиблись в точном времени окончания пророческого периода». Джозайя Литч предположил, что адвентисты допустили ошибку только в том, какое событие ознаменовало завершение этого периода. Миллер написал письмо «Верующим во Второе пришествие», где признал свою ошибку и разочарование, но остался при своем убеждении, что день Господень близок и уже «у дверей».
В августе 1844 года Сэмюэл С. Сноу представил новое толкование на лагерном собрании в Эксетере, штат Нью-Гэмпшир. Его идея, известная как «послание седьмого месяца» или «истинный полуночный клич», основывалась на библейской типологии и пророчестве о 2300 днях из Даниила 8:14. Сноу утверждал, что Христос вернется 10 октября 1844 года. Он использовал календарь караимских евреев и пришел к этой дате. Его сообщение быстро распространилось среди миллеритов и привлекло внимание широкой публики.

## 22 октября 1844 г
22 октября не произошло ничего примечательного, что вызвало у многих миллеритов чувство досады. Генри Эммонс, миллерит, позднее писал:
Я ждал весь вторник [22 октября], а дорогой Иисус не пришел; —Я ждал все утро среды и был здоров телом, как всегда, но после 12 часов я начал чувствовать слабость, и до наступления темноты мне понадобился кто-то, кто помог бы мне подняться в мою комнату, так как мои природные силы очень быстро покидали меня, и я лежал ниц в течение 2 дней без какой—либо боли - больной разочарованием.Генри Эммонс, Knight 1993, pp. 217–218.

## Последствия

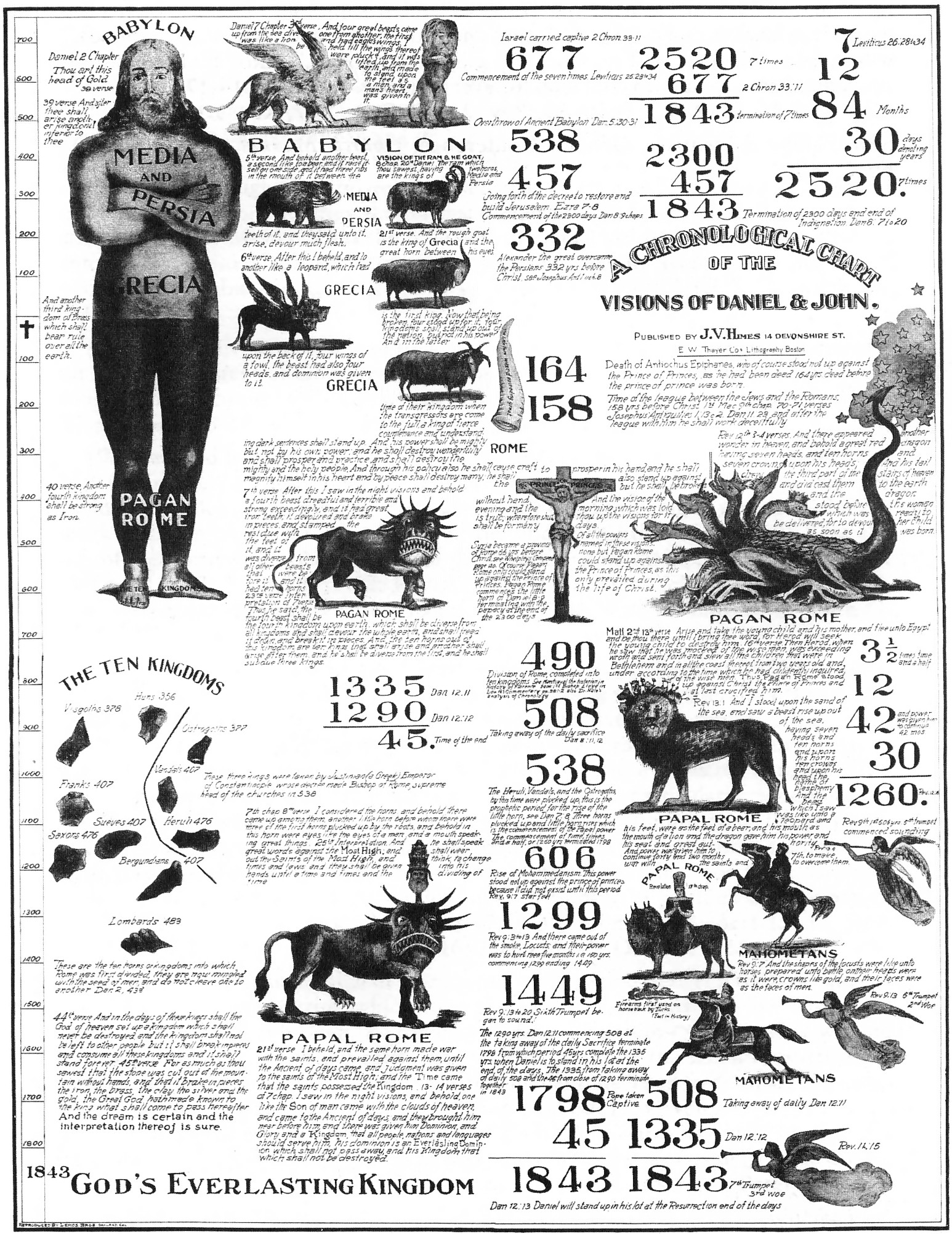
Пророческая карта 1843 года, иллюстрирующая множественные толкования пророчества, дающие год 1843.

Миллериты столкнулись с разочарованием, критикой и даже насилием. Многие из них отказались от имущества, ожидая возвращения Христа. 18 ноября 1844 года Миллер поделился своими впечатлениями с Хаймсом:

Некоторые насмешливо спрашивают: "Разве вы не поднимались наверх?" Даже маленькие дети на улицах постоянно кричат прохожим: "У вас есть билет, чтобы подняться наверх?" Публичные печатные издания самого модного и популярного вида [...] самым постыдным образом карикатурно изображают "белые одежды святых", Откровение 6:11 "восхождение" и великий день "сожжения". Даже кафедры осквернены повторением скандальных и ложных сообщений о "одеждах вознесения", и священники используют свои полномочия и ручки, чтобы заполнить каталог насмешек в самых неприглядных местах. скандальные периодические издания того времени.— White, James. Sketches of the Christian Life and Public Labors of William Miller: Gathered From His Memoir by the Late Sylvester Bliss, and From Other Sources. — Battle Creek : Steam Press of the Seventh-day Adventist Publishing Association, 1875. — P. 310.
Случались и акты насилия. В Итаке, штат Нью-Йорк, сожгли церковь миллеритов. В Дэнсвилле и Скоттсвилле произошли акты вандализма. В Лорейне, штат Иллинойс, толпа напала на общину миллеритов с дубинками и ножами. В Торонто группу верующих облили смолой и вываляли в перьях. На встрече другой канадской группы в частном доме раздались выстрелы.
Лидеры миллеритов и их последователи оказались в растерянности и разочаровании. Их ответы были разнообразны: некоторые продолжали ежедневно ждать возвращения Христа, другие предсказывали новые даты — апрель, июль и октябрь 1845 года. Третьи верили, что мир вступил в седьмое тысячелетие — «Великую субботу», и спасенные не должны работать. Некоторые действовали как дети, опираясь на слова Иисуса в Евангелии от Марка 10:15: «Истинно говорю вам: кто не примет Царствия Божия, как дитя, тот не войдет в него». Миллерит Дж. Д. Пикандс использовал Откровение 14:14-16, чтобы объяснить, что Христос теперь восседает на белом облаке, и его нужно спустить с небес. Большинство просто отказались от своих убеждений и попытались начать новую жизнь. Некоторые вернулись в свои прежние конфессии. Значительное число присоединились к шейкерам.
К середине 1845 года среди миллеритов стали формироваться разные доктринальные течения. Каждая группа подчеркивала свои особенности в процессе, который Джордж Р. Найт описывает как «сектообразование». В то время существовало три основные группы миллеритов, плюс те, кто отказался от своих убеждений.
Первая большая группа миллеритов, которая сохранила веру во Второе пришествие Христа, была сосредоточена на идее «закрытой двери». Это убеждение, предложенное Джозефом Тернером, основывалось на ключевом отрывке из Миллеритской Библии — Евангелии от Матфея, глава 25, стихи 1-13, известной как Притча о десяти девах.
В Евангелии от Матфея (25:11-12) говорится о закрытой двери. Найт объясняет, что после закрытия двери спасения больше не будет. Мудрые девы (истинные верующие) войдут в царство, а неразумные девы и все остальные останутся снаружи.
Вера в закрытую дверь стала терять популярность, когда сомнения в важности даты 22 октября 1844 года начали расти. Если ничего не произошло в этот день, значит, и закрытой двери не было. Хаймс возглавил движение против этих закрытых верований и сформировал вторую группу после 1844 года. Эта фракция быстро набрала силу и даже привлекла на свою сторону Миллера. Их влияние усилилось после конференции в Олбани. Именно из этой группы, возникшей после Великого разочарования, выросла Церковь христиан Адвентизма.
После Великого разочарования появилась третья группа миллеритов. Как и последователи Хейла и Тернера, они считали, что дата 22 октября была верной. Однако, в отличие от них, третья группа утверждала, что произошедшее в этот день событие имело иной характер. Их теология, по-видимому, начала формироваться 23 октября 1844 года — на следующий день после Великого разочарования. Во время молитвенного собрания Хирам Эдсон пришел к убеждению, что «будет дан свет» и их «разочарование станет понятным».
Опыт Эдсона побудил его вместе с О. Р. Л. Крозье и Ф. Б. Ханом глубже исследовать эту тему. Они выяснили, что Миллер ошибался, считая святилище символом Земли. Святилище, о котором говорится в Даниила 8:14, находится не на Земле и не в церкви, а на небесах. Таким образом, 22 октября не знаменует Второе пришествие Христа, а небесное событие. На основе этих выводов возникла Церковь адвентистов седьмого дня. Их интерпретация Великого Разочарования легла в основу доктрины о Божественном следственном суде, который предшествует пришествию. Эти толкования были опубликованы в 1845 году в газете «Day Dawn».

## Связь с верой бахаи
Бахаи считают, что Миллер верно истолковал признаки и даты пришествия Иисуса. Они верят, что библейские пророчества о пришествии Христа исполнились через Баба — предшественника их религии. Он объявил себя «Обетованным» 23 мая 1844 года и начал проповедовать в Персии в октябре того же года. В книгах и брошюрах бахаи часто упоминаются миллериты, их пророчества и Великое разочарование. Например, в «Воре в ночи» последователя бахаи Уильяма Сирса.
В 1844 году нашей эры наступил 1260 год хиджры. Сирс связал пророчества Даниила и Книгу Откровения в поддержку учения Бахаи. Он интерпретировал 1260 год как «времена, время и полвремени» из Даниила 7:25, что соответствует 3,5 года, или 42 месяцам, или 1260 дням. Используя тот же принцип «день за год», что и Уильям Миллер, Сирс расшифровал эти тексты и получил год хиджры — 1260, что соответствует 1844 году нашей эры.
Бахаи считают, что если бы Уильям Миллер знал о том, что 1844 год также совпал с 1260 годом по хиджре, он мог бы обратить внимание на другие знаки. Бахаистское толкование глав 11 и 12 Книги Откровения и предсказания Даниила было объяснено Абдул-Баха, сыном основателя Веры Бахаи, Лорой Клиффорд Барни и опубликовано в 1908 году в книге «Ответы на некоторые вопросы» в главах 10, 11 и 13. В главе 10 объяснение опирается на те же библейские стихи, что и Миллер, и приходит к выводу о годе «очищения святилища». Абдул-Баха интерпретировал это событие как «рассвет» нового «Откровения» в 1844 году нашей эры.

## Иные мнения
Некоторые ученые считают Великое разочарование примером когнитивного диссонанса. Теория когнитивного диссонанса была предложена Леоном Фестингером. Она объясняет, как люди формируют новые убеждения и усиливают прозелитизм, чтобы уменьшить напряжение, вызванное неисполнившимися пророчествами. Согласно этой теории, верующие испытали сильное напряжение после того, как Иисус не появился в 1844 году. Это привело к появлению множества новых интерпретаций и объяснений. Разные решения стали частью учений различных групп, переживших разочарование.